# Джуйи Раззок
Джуйи Раззок (тадж. Ҷӯйи Раззоқ) — село (махалла) в составе Гафуровского районе Согдийской области Республики Таджикистан. Входит в состав джамоата (сельской общины) Ёва Гафуровского района.
Находится на расстоянии 12 км от райцентра (пгт. Гафуров) и 5 км до центра общины (с. Кучаи Калон).
Население — 1440 чел. (2017).